# Acinaces lebasii
Acinaces lebasii es una especie de coleóptero de la familia Endomychidae. La especie fues dscrita científicamente por Carl Eduard Adolph Gerstäcker en 1858.

## Subespecies
- Acinaces lebasii lebasii Gerstäcker, 1858

= Acinaces lebasii curtus Pic, 1938
- Acinaces lebasii stroheckeri Tomaszewska, 2003

## Distribución geográfica
Habita en Bolivia, Colombia y Panamá.